# جورج ويا
جورج ويا (بالإنجليزية: George Weah) (مواليد 1 أكتوبر 1966) هو لاعب كرة قدم ليبيري سابق، يعتبر أحد أفضل اللاعبين الذين أنجبتهم القارة السمراء على الإطلاق، حصل في سنة 1995 على جائزة أفضل لاعب كرة قدم في العالم، وأفضل لاعب في أوروبا، وأفضل لاعب في أفريقيا. بعد ذلك أصبح رمزاً سياسياً وإنسانياً في ليبيريا، وترشح لرئاسة ليبيريا عام 2005 إلا أنه خسر الانتخابات أمام إلين جونسون سيرليف، ولكن في أكتوبر 2017 أنتخب رئيساً لجمهورية ليبيريا وفاز في الانتخابات في ديسمبر 2017.

## حياته الشخصية
ولد جورج ويا في حي كلارا تاون الفقير في مدينة مونروفيا، وهو من مجموعة كرو العرقية. تلقى تعليمه الإعدادي في الهيئة التشريعية الإسلامية، وواصل في مدرسة ويلز هيرستون الثانوية. قبل احترافه كرة القدم كان يعمل كتقني في شركة الاتصالات الليبيرية. حصل على شهادة من جامعة باركوود في لندن، وهي جامعة وهمية. جورج متزوج من كلار ويا، وهي أمريكية من أصل جاميكي، وهو أب وله ثلاثة أبناء، منهم جورج الابن الذي يلعب حالياً في نادي إيه سي ميلان للشباب. ولد ويا مسيحياً وتحول إلى الإسلام لمدة 10 سنوات ثم عاد لاحقاً والتحق بالديانة المسيحية. وفي حوار له قال أنه يتمنى السلام للمسلمين والمسيحيين مضيفاً أنهم «شعب واحد».

## انتخابه رئيسا للجمهورية

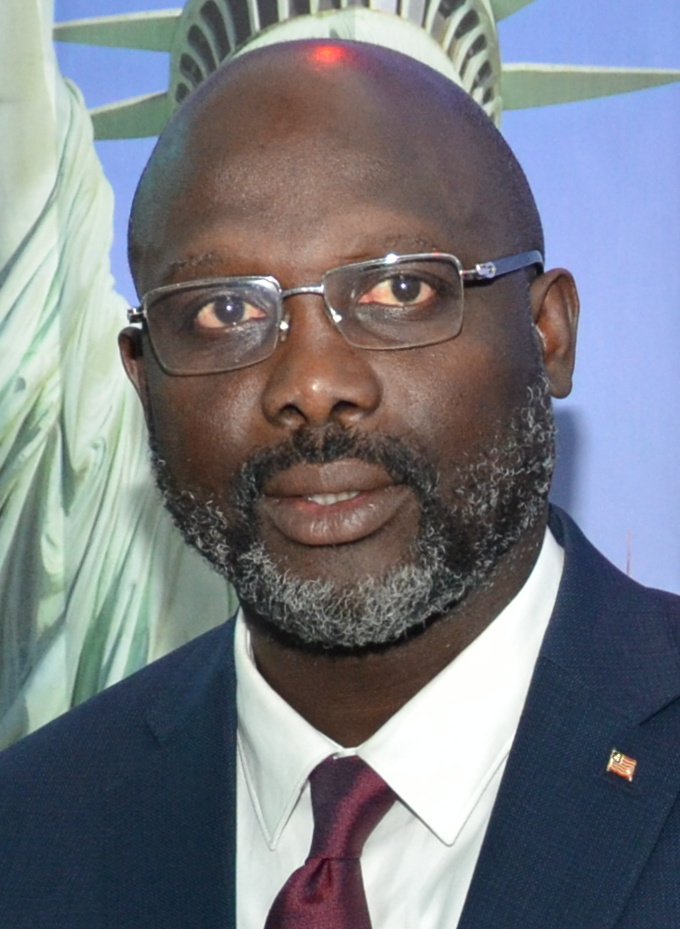
الرئيس الليبيري جورج ويا عام 2019.

في 26 ديسمبر 2017 انتُخب جورج ويا ليصبح رئيس ليبيريا الخامس والعشرين بعد فوزه على جوزيف بواكاي نائب الرئيس السابق خلال الانتخابات الرئاسية في ليبيريا 2017.
وفاز ويا في الجولة الثانية من الانتخابات الرئاسية بـ61.5% من الأصوات مقابل 38.5% لخصمه بواكاي، ويتولى مهامه في 22 يناير 2018م خلفا للرئيسة إيلين جونسون سيرليف، ليصبح الرئيس الـ25 لليبيريا.

## وصلات خارجية
- جورج ويا على موقع الموسوعة البريطانية (الإنجليزية)
- جورج ويا على موقع مونزينجر (الألمانية)
- جورج ويا على موقع إن إن دي بي (الإنجليزية)
- جورج ويا على موقع الاتحاد الدولي (مؤرشف)  (الإنجليزية)
- جورج ويا على موقع قاعدة بيانات كرة القدم.إي يو (الإنجليزية)
- جورج ويا على موقع ليكيب (الفرنسية)
- جورج ويا على موقع ناشيونال فوتبول تيمز (الإنجليزية)
- جورج ويا على موقع Soccerbase.com (لاعب) (الإنجليزية)
- جورج ويا على موقع Soccerway.com (الإنجليزية)
- جورج ويا على موقع عالم كرة القدم.نت (الإنجليزية)

| سبقه روماريو | جائزة الفيفا لأفضل لاعب في العالم 1995 | تبعه رونالدو |

| سبقه خريستو ستويتشكوف | أفضل لاعب في أوروبا 1995 | تبعه ماتياس زامر |